# João Ferreira (homme politique)
Pour les articles homonymes, voir joão Ferreira.
João Manuel Peixoto Ferreira, né le 20 novembre 1978 à Lisbonne, est un homme politique portugais, membre du Parti communiste et de la Coalition démocratique unitaire. Il est député européen de 2009 à 2021.

## Biographie
Il est élu au Parlement européen lors des élections de 2009, où il siège au sein de la Gauche unitaire européenne/Gauche verte nordique. Il est réélu en 2014 et 2019. Il devient vice-président du groupe le 18 juillet 2019. Il démissionne de son mandat en 2021.